# Horodenka
Horodenka (ukrainsk: Городе́нка, tr. Horodénka, ukrainsk udtale: [ɦɔrɔˈdɛnkɐ]  ( hør); polsk: Horodenka, lejlighedsvis Horodence; jiddisch: האראדענקע, tr. Horodenke) er en by i den vestlige del af Ukraine. Byen har et befolkningstal på omkring 8.972 (2021) indbyggere. I 2001 var indbyggertallet ca. 9.800.
Horodenka er beliggende i Kolomyja rajon i Ivano-Frankivsk oblast i Vestukraine. Den er sæde for administrationen af Horodenka urban hromada, en af hromadaerne i Ukraine.

## Historie
Horodenka blev første gang nævnt i 1195, hvor den blev beskrevet som en landsby i Kongedømmet Galicien-Volhynien beboet af bønder og håndværkere. Den var senere en del af Den polsk-litauiske realunion indtil 1772.
I det 17. århundrede var der en betydelig tilstrømning af armenske indvandrere til Horodenka. I 1706 blev der opført en stor Armensk katolsk kirke i byen. I 1668 blev den en af de polske byer, der blev chartret under Magdeburgrettigheder, ved brug af et privilegium kendt som "bosættelse med tysk ret".